# Centro Empresarial Luiz Severiano Ribeiro
Centro Empresarial Luiz Severiano Ribeiro (também conhecido como Kinoplex Leblon) é um edifício comercial e complexo de salas de cinema VIP pertencente ao Grupo Severiano Ribeiro localizado na esquina entre a Avenida Ataulfo de Paiva e a Rua Carlos Góis do bairro do Leblon, Zona Sul da cidade do Rio de Janeiro; e projetado pelos arquitetos André Piva e Eduardo Mondolfo. De 1951 a 2014, o espaço onde fica o prédio abrigou o tradicional Cinema Leblon (também conhecido como Cine Leblon).

## História

### Cine Leblon
O Cine Leblon foi inaugurado em 1951 e operado pelos Cinemas Severiano Ribeiro durante toda a sua existência. O primeiro filme a ser exibido no local foi O Terceiro Homem, do diretor Carol Reed e com Orson Welles no elenco. Na época da inauguração, o acontecimento foi um grande destaque e um cronista escreveu:

“Sem exageros e requintes de nouveau riche, o Cine Leblon é uma casa com fachada simples. A sala de espera em mármore rosa prepara o frequentador para o salão de projeção amplo, todo atapetado, um tapete grosso e macio.” Revista Cine Repórter
O prédio possuia uma arquitetura Art Déco, mas, segundo Márcio Roiter, presidente do Instituto Art Déco Brasil, ele não estava no padrão dos cinemas Art Déco de ponta, pois foi construído de forma tardia, depois do auge do estilo arquitetônico de cinemas como os da Cinelândia e do Palácio.
Inicialmente, o Cine Leblon era uma única sala de exibições que comportava 1294 lugares em dois andares. Mas, em 1975, uma grande reforma interna no cinema mudou a sua configuração original, dividindo o espaço em duas salas distintas.

#### Decadência e encerramento
A migração natural do público para as salas de cinema dentro dos shoppings comprometeu aos longo dos anos o apelo e a rentabilidade de cinemas de rua por todo o país, incluindo o Cine Leblon. Vencido por essa exata dificuldade, o Grupo Severiano Ribeiro, já sob a marca Kinoplex, coloca o seguinte recado na porta do cinema no dia 05 de junho de 2014:

"Após mais de uma década de tentativas sem sucesso, no sentido de tornar o Cinema Leblon não deficitário, informamos que suas atividades serão encerradas em breve”. Kinoplex
O cinema encerrou as atividades oficialmente no dia 2 de julho, e o último filme a ser exibido nesse dia foi Jersey Boys, de Clint Eastwood.

### Retorno do cinema e reconfiguração para um edifício comercial
Curiosamente, o intervalo entre os anúncios de encerramento do Cine Leblon e o de sua proposta de sua retomada foi bem curto. No dia 7 de junho de 2014, antes mesmo do Cine Leblon original fechar as portas, o próprio Grupo Severiano Ribeiro afirmou que já estava desenvolvendo um projeto, tocado pelos arquitetos André Piva e Eduardo Mondolfo, de um edifício comercial chamado Centro Empresarial Luiz Severiano Ribeiro com espaço para duas lojas e um cinema de 3 salas totalmente novo como âncora. Dessa forma, a adição de outras atividades comerciais do novo prédio "tornariam o empreendimento viável economicamente", de acordo com Luiz Henrique Bazes, diretor de patrimônio do grupo. A principal exigência do grupo para o novo empreendimento era que, mesmo sendo uma construção completamente nova, a fachada original do Cine Leblon e seu acesso ao complexo de salas fossem totalmente preservados e revitalizados.
Todavia, o imóvel fazia parte da Área de Proteção do Ambiente Cultural (Apac) do Leblon e era tombado pela Prefeitura do Rio de Janeiro. O grupo Severiano Ribeiro conseguiu o destombamento em setembro de 2014, mas durou-se mais de dois anos após o destombamento para que as obras começassem de fato, em novembro de 2016, pela construtora Mozak. 
Inicialmente tanto o edifício quanto o cinema seriam inaugurados em conjunto no mês de março de 2020. Entretanto, a súbita chegada da Pandemia da COVID-19 fizeram com que os planos fossem adiados. O edifício em si conseguiu ser inaugurado no final de 2020, mas, com a contínua grande circulação do vírus naquela época, os espaços para lojas ainda estavam vagos e o cinema continuava inoperante até que fosse sanitariamente seguro para o público.
No dia 5 de agosto de 2020, faleceu aos 52 anos André Piva, um dos arquitetos do projeto, vítima de uma leucemia linfocítica aguda, antes do edifício abrir as suas portas.
No dia 9 de junho de 2022, a gigante varejista francesa de artigos esportivos Decathlon inaugura sua primeira loja no bairro do Leblon, ocupando uma das duas lojas do edíficio, com 1.100 m², além de contar com sistema de self-checkout e pontos de venda digitais.

#### Kinoplex Leblon
Depois de 8 anos sem funcionar e mais de dois anos de atraso devido à pandemia, no dia 7 de julho de 2022, o Cine Leblon finalmente recomeça as suas operações. Entretanto, devido a uma parceria de naming rights do Kinoplex com o serviço de streaming Globoplay fechada no mês de março, o cinema reabriu com um novo nome: Kinoplex Leblon Globoplay. Esse acordo vai além de apenas um patrocínio e também prevê também a realização de sessões especiais realizadas pela plataforma destinada a eventos de lançamentos e ações para seus assinantes; tanto que na sua reinauguração no dia anterior foram exibidos os filmes nacionais As Verdades, 45 do Segundo Tempo, O Predestinado e O Palestrante, além de prévias especiais da série Rio Connection e da segunda temporada de Arcanjo Renegado.
O novo cinema possui 1.246,32m² de área e é o primeiro complexo da rede no Rio com 100% das salas no conceito VIP Kinoplex Platinum, com capacidade total para 168 lugares. As três salas - sendo uma com tecnologia 3D e duas com projeção a laser - contam com poltronas reclináveis, descanso para pés e bandeja para alimentos.
Em 2024, os naming rights do Globoplay foram encerrados, passando a se chamar apenas de Kinoplex Leblon.